# Селна Каплан
Селна Каплан (енг. Selna Lucille Kaplan Бруклин, Њујорк, 8. април 1927 — Сан Франциско, 21. јул 2010)  била је амерички дечји ендокринолог и професор педијатрије на Универзитету Калифорније у Сан Франциску.  Била је један од првих америчких  истраживача која је водила клиничка испитивања у лечењу хормоном раста.

## Живот
Рођена је у Бруклину, Њујорк, од родитеља који су емигритрали из Литваније у Сједињене Државе као тинејџери; имала је једну млађу сестру која је умрла од еризипела када је Селна имала четири године. За време средњогодишњег школовања школу Мидвуд показала је изврсна резултате у биологији, што је мотивисало да студира биологију на Бруклинском колеџу,  на коме је дипломирала 1948. године.  Како су јој биле мале ђансе шансе да буде примљена у медицинску школу јер је била жена и Јеврејка са градског колеџа, па је била принуђена да се пријави за постдипломске студије из анатомије на Универзитету Вашингтон у Сент Луису. Магистрирала је и докторирала, са тезом о абнормалностима витамина Е код трудних пацова 1953. године.  Затим је прешла на Медицински факултет Универзитета у Вашингтону, и звање доктора медицине стекла је 1955. године.
Каплан је преминула у Сан Франциску  2010. године, у  83. години живота, након дугог периода боловања од Алцхајмерове болести.

## Каријера
Након што је дипломирала на медицинском факултету, Каплан се вратила у Њујорк, где је завршила стаж у болничком центру Bellevue и специјализацију из педијатрије у болници Kings County Hospital Center.  По завршетку педијатријске обуке 1958. године, започела је постдокторску стипендију код Мелвина М. Грумбаха из дечије ендокринологије на Универзитету Колумбија. Године 1966, Каплан је пратила Грумбаха у Сан Франциско, у коме је Грумбах био именован за председавајућег педијатрије на Универзитету Калифорније у Сан Франциску.  
Каплан је нешто касније постала професор педијатрије на Универзитету Калифорније у Сан Франциску. На овој позицији била је скоро 40 година, а статус професора емеритуса добила је 2000. године.
Током своје каријере у Универзитету Калифорније у Сан Франциску, Каплан је као први аутор објавила више од 200 публикација.
Специјализирала се за поремећаје раста код деце, а када је вештачки хормон раста први пут синтетисован 1980-их, Америчким била је главни истраживач у првим клиничким испитивањима лечења хормоном раста у Сједињеним Државама.  Њен извештај о успеху ових почетних испитивања објављен је у Ланцету 1986. године. Каплан и Грумбах су заједно развили бројне биохемијске тестове за мерење нивоа хормона код деце, беба и фетуса. 

## Признања
Ендокринолошко друштво САД 1987. године доделило је Каплановој Ајерстову награду за изузетну службу  и награду Фред Конрад Кох, за изузетне заслуге, коју је поделио са Грумбахом, 1992. године.
Осим њене богате научне делатности и бројних издања, можда Каплановој треба одати велико признање за  утицај који имала на људе које је обучавала. Многи постдокторанти и гостујући научници који су учили од ње и/или радили са њом сада воде сопствене лабораторије, раде као професори, воде катедре и руководе педијатријским одељењима широм Сједињених Америчких Држава. 

## Доброчинство
Многи се сећају да је Капланова сиромађнима и гладнима делили оброке у њеном дому и да су та лица сваке године, добијала воћни колач од ње лично током празника. 